# 納特·西爾弗

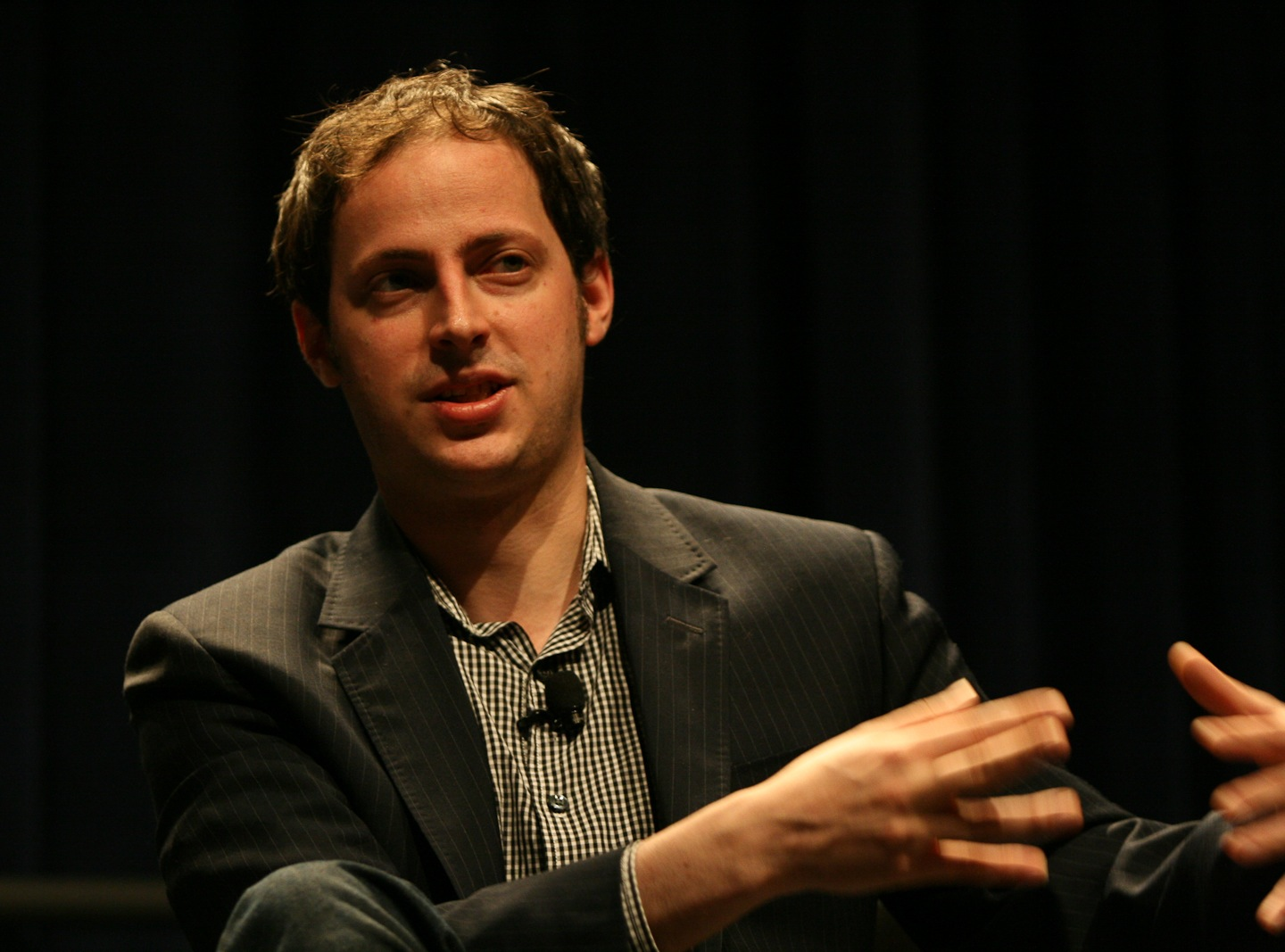
納特·西爾弗 (2009)

納特·西爾弗（英語：Nate Silver；1978年1月13日—），是美國的統計學家和作家，專長是分析棒球數據以及預測選舉結果。

## 生平
他曾是ESPN的FiveThirtyEight部落格的主編，也是ABC News的特派記者。他以精準預測2008年及2012年的美國總統選舉而著名。